# Wolfgang Kirchhoff

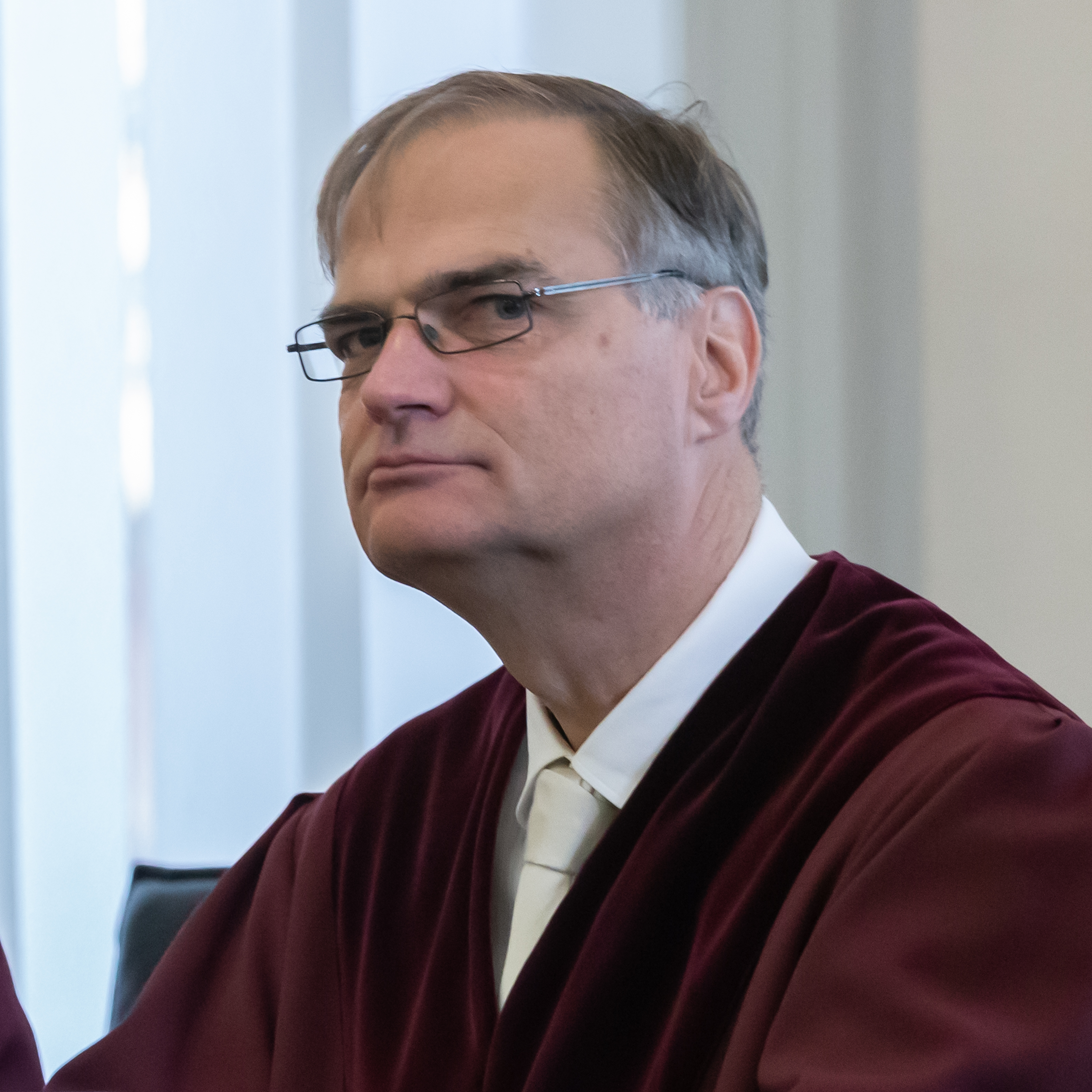
Wolfgang Kirchhoff bei einer Verhandlung (2018)

Wolfgang Kirchhoff (* 20. Januar 1959 in Dortmund) ist ein deutscher Jurist und ehemaliger Richter am Bundesgerichtshof. Ab Mai 2022 war er Vorsitzender Richter.
Nach seiner juristischen Ausbildung in Bonn, Lausanne und Freiburg war er 1986 im Rahmen des Wehrdienstes im Bundesministerium der Verteidigung beschäftigt. Im Anschluss an seine Dissertation am damaligen Max-Planck-Institut für Patent-, Urheber- und Wettbewerbsrecht, heute das Max-Planck-Institut für Innovation und Wettbewerb, über ein kartellrechtliches Thema wurde er 1989 als Rechtsanwalt in einer Düsseldorfer Anwaltskanzlei tätig. Seine Tätigkeitsgebiete waren Gesellschaftsrecht, Vertragsrecht, Wettbewerbsrecht und der gewerbliche Rechtsschutz, sowie das Kartell- und das Presserecht. Im Jahr 1994 wechselte Kirchhoff in die internationale Rechtsanwaltskanzlei Freshfields Bruckhaus Deringer und war zunächst weiter in Düsseldorf tätig. 1996 wurde er als Partner aufgenommen und war seit 1997 sogenannter „Resident Partner“ in Brüssel. In seiner Zeit als Anwalt war er vor allem im Kartell-, Beihilfe- und Vergaberecht tätig.
Am 2. November 2004 wurde er zum Richter am Bundesgerichtshof ernannt. Er wurde dort zunächst dem für das Patent- und Gebrauchsmusterrecht, das Werkvertragsrecht, das Reisevertragsrecht sowie seinerzeit für das Vergaberecht zuständigen X. Zivilsenat zugewiesen. Zum Jahresbeginn 2007 wechselte er in den I. Zivilsenat, dem er bis zum 31. August 2019 angehörte. Dort war er vorwiegend mit Fragen des Wettbewerbs-, Marken- und Schiedsverfahrensrechts befasst. Zugleich gehörte Kirchhoff seit 2007 dem Kartellsenat des BGH an, dessen stellvertretender Vorsitzender er seit dem 1. September 2019 war. In dieser Eigenschaft war er seitdem auch in dem unter anderem für das Vergaberecht zuständigen XIII. Zivilsenat tätig. Mit der Ernennung zum Vorsitzenden Richter im Mai 2022 übernahm Kirchhoff den Vorsitz des XIII. Zivilsenats.
Wolfgang Kirchhoff ist Honorarprofessor am Lehrstuhl für Handels- und Wirtschaftsrecht der Universität Bonn sowie Mitherausgeber der Fachzeitschrift Wirtschaft und Wettbewerb. Er ist Mitglied des Leitungskomitees der Association of European Competition Law Judges (AECLJ). Kirchhoff hat zum Kartellrecht zahlreiche Vorträge gehalten und Aufsätze publiziert. Außerdem war er Mitglied der Expertenkommission des Bundesministerium für Wirtschaft und Energie für die 8. Novelle des Gesetzes gegen Wettbewerbsbeschränkungen sowie der Kommission Wettbewerbsrecht 4.0.
Am 31. März 2025 trat Kirchhoff in den Ruhestand.